# Miroslav Šimek
Miroslav Šimek (* 27. ledna 1959 Turnov) je bývalý český a československý vodní slalomář, kanoista a kajakář závodící v kategoriích C2 a K1. Jeho partnerem v deblkánoi byl Jiří Rohan.

## Sportovní kariéra
Začínal jako kajakář v roce 1971 na Malé Skále, po třech letech přestoupil do Slavie Praha (nyní USK Praha) a poté odešel do Dukly Brandýs nad Labem. Tam se dostavily první úspěchy v podobě několikanásobného vítězství Českého poháru. Přechod na kanoi dvojic v roce 1984 mu přinesl úspěchy na mezinárodní scéně. Na mistrovstvích světa získal čtyři zlaté (C2 – 1993; C2 družstva – 1985, 1993, 1995), pět stříbrných (C2 – 1991; C2 družstva – 1987, 1989, 1991, 1997) a jednu bronzovou medaili (C2 – 1997). Z evropských šampionátů má jedno stříbro z roku 1996 z individuálního závodu C2. V letech 1990–1995 vyhrál šestkrát celkové pořadí Světového poháru v kategorii C2. Dvakrát startoval na letních olympijských hrách, v Barceloně 1992 získal stříbro, stejný cenný kov vybojoval i v Atlantě 1996.
V roce 2009 se věnoval trénování mládeže v oddíle vodního slalomu Delfín Jablonec.

## Ocenění
- 1996: Armádní sportovec roku[2]